# Adolf von Henselt
Georg Martin Adolf von Henselt (Schwabach, 12 maggio 1814 – Warmbrunn, 10 ottobre 1889) è stato un compositore e pianista tedesco.

## Biografia
Quando aveva tre anni, i suoi genitori Phillip E. Henselt e Caroline Geigenmüller decisero di trasferirsi a Monaco di Baviera, per motivi economici. 
Henselt si è precocemente accostato alla musica suonando già all'età di tre anni il violino, a cinque il pianoforte e a quindici anni ha dato il suo primo recital pubblico. 
Ammirato dalla musica di Carl Maria von Weber, durante la sua giovinezza fece molte trascrizioni e arrangiamenti della musica del compositore e pianista di Eutin.
Nel 1832 studiò musica (pianoforte) a Weimar sotto la guida di Johnann Hummel e composizione con Simon Sechter, grazie ad una borsa di studio del re Ludovico I di Baviera.
Nel 1836 a Weimar incontrò Rosalie Vögel, moglie di un fisico di corte e amico di Goethe, che sposò dopo il suo divorziò. Questo amore ispirerà il suo Poéme d'amour Op. 3, una delle opere più apprezzate del compositore tedesco. 
Si mise in evidenza per una peculiare tecnica pianistica, basata su una grande apertura delle dita e su un maggiore stretto "legato".
Nel 1836 iniziò la sua carriera di concertista a Berlino ed appena due anni dopo si trasferì in Russia, a San Pietroburgo, dove ottenne importanti incarichi, tra i quali quello di pianista di corte e di insegnante.
I suoi insegnamenti e le sue composizioni influenzarono la nuova generazione di pianisti locali.
Dopo qualche anno, nel 1863, Henselt fu nominato ispettore generale di tutte le istituzioni musicali legate alla corte russa. Tra i suoi studenti annoveriamo: Nicolai Zverev, Ivan Neylisov e Gustav Kross.
Sebbene le sue composizioni non fossero molto numerose e le sue apparizioni pubbliche non molto frequenti, Adolf von Henselt fu uno dei pianisti più apprezzati del suo tempo.
Peccato che abbia sofferto di una grande paura del palcoscenico. Alexander Dreyshock ha raccontato un aneddoto su questo. Disse che un giorno, mentre stava visitando la casa di Henselt, sentì dall'esterno una delle melodie più belle che avesse mai ascoltato nella sua vita. Era così impressionato che non suonò nemmeno il campanello e ascoltò dall'esterno l'intera esecuzione musicale. Una volta finita la musica, Dreyshock entrò in casa di Henselt e gli chiese di suonarla di nuovo, e il risultato fu molto inferiore rispetto a quello che aveva sentito prima dall'esterno. I nervi di Henselt lo avevano tradito.
Tra le sue opere principali, sono da annoverare un Concerto per pianoforte, Studii da concerto; Poème d'amour, Ballade, Exercices préparatoires.

## Opere

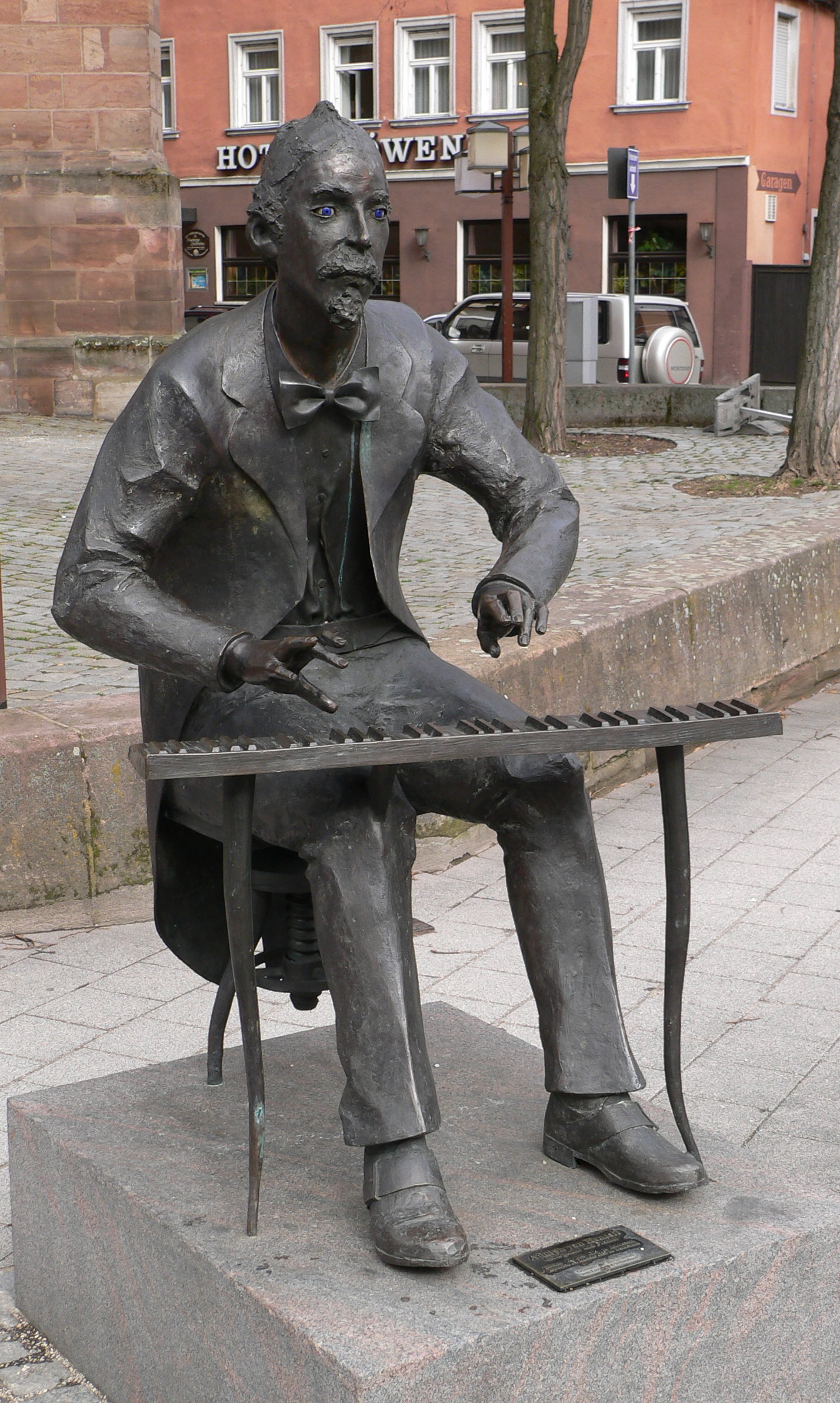
Statua in onore di Adolf von Henselt a Schwabach, Germania.

### Musica per piano
- Douze études caractéristiques, Op. 2
- Poëme d'amour, Op. 3
- Douze études de salon, Op. 5
- Pensée fugitive, Op. 8
- Scherzo in B Minor, Op. 9
- Romance in B-flat Minor, Op. 10
- Fruhlingslied, Op. 15
- Fantaisie sur un air bohemien-russe, Op. 16
- Impromptu no.2, Op. 17
- Vier Romanzen, Op. 18
- Deux romances russes de Soumarokoff, Op. 22
- Toccatina, Op. 25
- Deux petites valses, Op. 28
- Sophie polka, Op. 29
- Chant sans paroles, Op. 33
- Ballade, Op. 31
- Nocturne in A-flat Major, Op. 32
- Impromptu No.3 in B-flat Minor, Op. 34
- Marche du couronnement d'Alexandre II, Op. 35
- Valse mélancolique in D Minor, Op. 36
- Impromptu No.4 in B-flat Minor, Op. 37

### Orchestra
- Piano Concerto in F Minor, Op. 16

### Camera
- Duo, Op. 14, per violoncello e piano
- Piano Trio in A Minor, Op. 24